# 한국어음중개
한국어음중개는 코스콤과 스타뱅크가 공동출자한 핀테크 P2B 스타트업 기업이다.
기존 P2P 사업자와 차별화된 내용은 '공급망금융'이다. 이전까지 핀테크 서비스가 간편결제, 소액대출 등 개인 간 P2P대출에서만 적용됐던 것에서 벗어나 중소기업, 스타트업들로까지 대상을 넓히겠다는 취지로 중견, 중소기업에 대한 신용도를 파악, 기업대출을 제공하겠다는 것이다.
전자어음 할인상품에 투자하는 P2B 플랫폼으로, 문재인 대통령의 공약 중 하나인 전자어음 일원화에 따라 유리한 시장성을 가지게 되었다.
정식 서비스는 7월 19일 시작했으며, 금융감독원과 신한은행의 참석 하에 언론발표회를 가졌다.